# ギオルギ・ヴァシャゼ
ギオルギ・ヴァシャゼ（グルジア語: გიორგი ვაშაძე、グルジア語ラテン翻字: Giorgi Vashadze、1981年7月8日 – ）は、ジョージアの政治家。2012年10月から国会議員を務めた。

## 教育
ハーバード・ビジネス・スクールで学び、ジョージア技術大学で行政学の学位を取得。トビリシ国立大学で法学の学位を取得。

## 法務省
ギオルギ・ヴァシャゼは行政構造の抜本的改革に関する立案・計画・管理について実績を残している。2005年よりジョージア法務省の企画に加わり、複数のプロジェクトの成功に携わった。彼は2006年から2010年まで市民登録局の局長を務め、生体認証パスポート、身分証明カード、デジタル署名、個人ポータルといったサービスを導入した。また統合的な人口動態管理、視覚認識、時短サービス、遠隔サービス、育児書プロジェクト等についても推進を図った。これらのプログラムやプロジェクトはすべて、サービスの改善に不可欠であり、汚職を効果的に排除し、ジョージアの国際的地位の向上につながった。
ギオルギ・ヴァシャゼは2011年に法務副大臣に就任し、公共サービス局の設立に従事した。ヴァシャゼは「あらゆることを、一つの場所で」という原則を打ち出し、この設立プロジェクトは2011年において最も成功したジョージアの改革事業として認められた。この数年間において、ジョージアは世界銀行、欧州復興開発銀行、トランスペアレンシー・インターナショナルのランキングで首位の座を獲得した
。

## 国会議員
2012年10月、ヴァシャゼは統一国民運動から国会議員に立候補し、比例当選した。彼は予算財務委員会で副委員長を務めたほか、教育科学文化委員会と監査委員会に所属した。彼は2016年5月5日に統一国民運動を離党した。彼は統一国民運動について、「狭隘な集団内のリーダーシップによって、閉鎖的なガバナンスがなされている」と批判した。